# La Rafle (film, 1928)
Pour les articles homonymes, voir La Rafle.

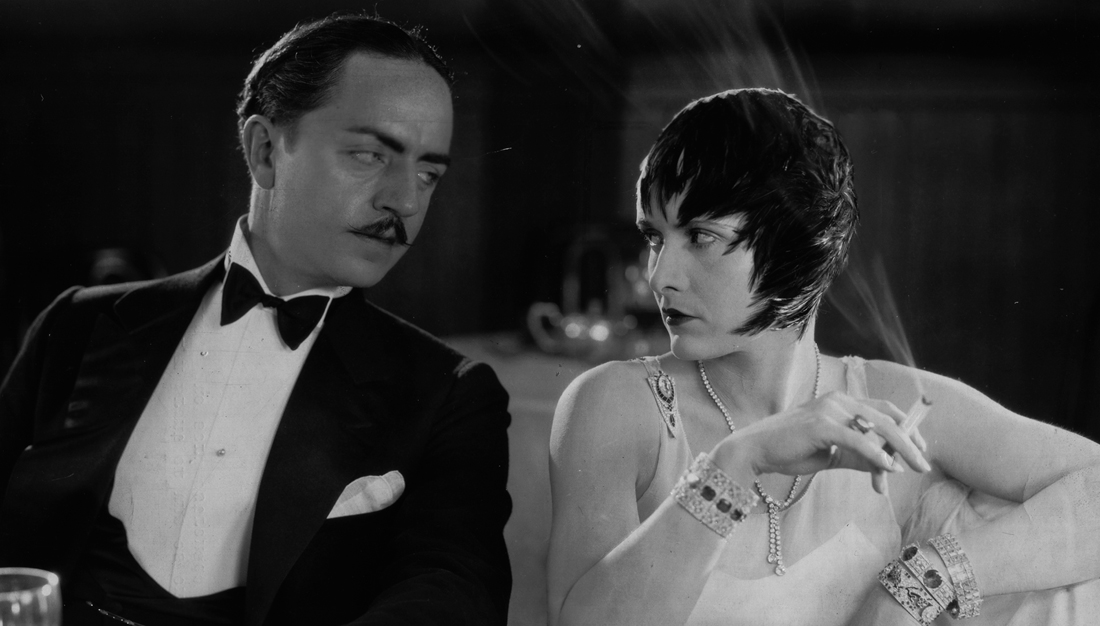
William Powell et Evelyn Brent dans une scène du film.

La Rafle (The Dragnet) est un film américain réalisé par Josef von Sternberg, sorti en 1928. Il est actuellement considéré comme disparu.

## Synopsis
Le capitaine Timothy Nolan est nommé à la tête de la police de détectives de New York et comme premier acte, rassemble tous les criminels de la ville. Le chef de gang Dapper Frank Trent est libéré sous caution pour chacun d’entre eux, y compris The Magpie, en tant que chef de gang mineur indépendant. Nolan est particulièrement impressionné par la jeune fille, qui porte des casquettes de plumes noires et blanches, et est assisté par son propre garde du corps d’hommes armés. Elle et le détective ont un certain nombre de rencontres à connotation sexuelle avant sa libération. Partant chercher Trent, Nolan emménage dans sa cachette, aidé par son ami Shakespeare. Trent, armé d’une mitrailleuse, tue Shakespeare, mais fait croire à Nolan que c’est son tir qui l’a fait. Nolan, pour des motifs aussi obscurs que ceux qui ont motivé la vaine rafle des gangs, démissionne de sa commission et sombre dans l'alcool. Trouvé inconscient par Trent, il est offert comme pièce de résistance lors d’un banquet de gang auquel The Magpie assiste. Prenant pitié de l’homme humilié, elle découvre qu’il n’a pas tué son ami, lui révèle le fait, et est réformée (et blessée) dans la chute de Trent, tué par Nolan dans son appartement aux volets d’acier.

## Fiche technique
- Titre : La Rafle
- Titre original : The Dragnet
- Réalisation : Josef von Sternberg
- Scénario : Charles Furthman, Jules Furthman et Herman J. Mankiewicz d'après une histoire d'Oliver H.P. Garrett
- Photographie : Harold Rosson
- Montage : Helen Lewis
- Pays d'origine : États-Unis
- Format : Noir et blanc - 1,33:1 - Film muet
- Genre : Drame, Film policier
- Durée : 80 minutes
- Date de sortie : 1928

## Distribution
- George Bancroft : Two-Gun Nolan
- Evelyn Brent
- William Powell : Dapper Frank Trent
- Fred Kohler
- Leslie Fenton : Shakespeare